# Le Theil (Allier)
Le Theil is een gemeente in het Franse departement Allier (regio Auvergne-Rhône-Alpes) en telt 404 inwoners (2004). De plaats maakt deel uit van het arrondissement Moulins.

## Geografie
De oppervlakte van Le Theil bedraagt 28,5 km², de bevolkingsdichtheid is 14,2 inwoners per km².

## Demografie
Onderstaande figuur toont het verloop van het inwonertal (bron: INSEE-tellingen).
Vanwege een beveiligingsprobleem met de MediaWiki Graph-software is het momenteel niet mogelijk deze grafiek weer te geven. Zodra de software is bijgewerkt zal de grafiek vanzelf weer zichtbaar worden.